# Lekrevet
Lekrevet  is een Zweeds zandbank behorend tot de Lule-archipel. Het is gelegen 400 meter ten noordwesten van Sandgrönnan. Het eiland heeft geen oeververbinding en is onbebouwd. Het behoort tot het Rödkallens Natuurreservaat.